# 紐曼格羅夫 (內布拉斯加州)
紐曼格羅夫（英語：Newman Grove）是位於美國內布拉斯加州麥迪遜縣及普拉特縣的城市。

## 人口
根據2020年美國人口普查的數據，紐曼格羅夫的面積為1.41平方千米，皆為陸地。當地共有人口667人，而人口密度為每平方千米473人。